# Souzy
Souzy település Franciaországban, Rhône megyében. Lakosainak száma 767 fő (2022. január 1.). Souzy Saint-Laurent-de-Chamousset, Aveize, Les Halles, Haute-Rivoire, Meys, Sainte-Foy-l’Argentière és Saint-Genis-l'Argentière községekkel határos.

## Népesség
A település népessége az elmúlt években az alábbi módon változott:
| Lakosok száma | 772  | 796  | 828  | 813  | 816  | 825  | 806  | 786  | 767  |
|               | 2013 | 2015 | 2016 | 2017 | 2018 | 2019 | 2020 | 2021 | 2022 |